# 441V
441V – samowyładowczy wagon serii Falns, przeznaczony do przewozu produktów sypkich niewrażliwych na warunki atmosferyczne o granulacji minimum 1 mm (np. węgiel kamienny czy żwir). Był produkowany w latach 2005–2007 przez zielonogórskie zakłady Zastal.

## Historia
W połowie lat 90. XX wieku Polskie Koleje Państwowe (PKP) miało za mało taboru samowyładowczego w stosunku do swoich potrzeb – posiadane wagony to wyeksploatowane pojazdy z lat 60. i 70. XX wieku niespełniające norm międzynarodowych oraz oczekiwań klientów. W związku z tym postanowiono zamówić nowe wagony w Zastalu. Pierwszą nową konstrukcją były budowane od 1997 wagony 436V. Kolejnym nowym typem wagonów samowyładowczych w taborze PKP były produkowane od 1999 wagony 440V produkowane przez Fabrykę Wagonów Gniewczyna.
W 2005 Zastal zaprojektował jeszcze lżejszy, bardziej pojemny typ wagonów 441V. Był on produkowany do 2007, kiedy został zastąpiony wagonami 441Va. Wagony 441V i 441Va różniły się jednak tylko szczegółami układu hamulcowego.
W 2010 Na podstawie konstrukcji 441V powstał prototyp wagonu 441Vb. Wagon ten służy do przewozu ładunków wrażliwych na warunki atmosferyczne np. zboże, pasze, rzepak. 

## Budowa
441V jest czteroosiowym wagonem samowyładowczym. Nadwozie składa się z profili ze stali węglowej oraz blachy stalowej. Elementy narażone na wzmożoną korozję zostały powleczone miedzią. Pudło zostało w połowie przegrodzone, co daje dwie niezależne komory ładunkowe (A i B). Załadunek odbywa się grawitacyjnie za pomocą taśmociągu lub czerpaka. Wyładunek również grawitacyjnie poprzez otwarcie klap bocznych. Klapy boczne są otwierane pneumatycznie. Pudło opiera się na dwóch wózkach Y25Lsd1. Wózki te mają rozstaw osi 1800 mm. Prędkość maksymalna wynosi 120 km/h w stanie próżnym i 100 km/h w stanie ładownym.